# تيزي (بني يونس العليا)
تيزي هو دُوَّار يقع بجماعة تيزي وسلي، إقليم تازة، جهة فاس مكناس في المملكة المغربية. ينتمي الدوّار لمشيخة بني يونس العليا التي تضم 17 دوار. يقدر عدد سكانه بـ 150 نسمة حسب الإحصاء الرسمي للسكان والسكنى لسنة 2004.

## روابط خارجية
- البوابة الوطنية للجماعات الترابية نسخة محفوظة 12 مارس 2018 على موقع واي باك مشين.
- المندوبية السامية للتخطيط